# Terry Stotts
Terry Linn Stotts (Cedar Falls, 25 novembre 1957) è un ex cestista e allenatore di pallacanestro statunitense.
Ha giocato da professionista in Italia, Spagna e Francia.

## Carriera

### Atlanta Hawks
Nel 2002 venne assunto dagli Atlanta Hawks come assistant coach. Fu poi promosso a head coach dopo che Lon Kruger fu licenziato dopo sole 27 partite. Stotts ebbe un record di 52 vittorie e 85 sconfitte con gli Hawks prima di lasciarli e diventare nuovamente un assistant coach, questa volta per i Golden State Warriors.

### Milwaukee Bucks
Nel 2005, diventò l'head coach dei Milwaukee Bucks. Li portò ai play-off nella sua prima stagione, ma fu licenziato nella sua seconda il 14 marzo 2007.

### Portland Trail Blazers
Dopo cinque anni da assistant coach di Rick Carlisle ai Dallas Mavericks, coi quali vince il titolo NBA nel 2011, il 7 agosto 2012 viene nominato coach dei Portland Trail Blazers. Al tempo, il suo record da allenatore era di 115 vittorie e 168 sconfitte. I Blazers finirono con 33 vittorie e 49 sconfitte nella prima stagione si Stotts, perdendo le ultime 13 partite di fila uscendo dalla corsa per la qualificazione ai play-off.
Nella seconda stagione di Stotts con i Trail Blazers, ha allenato la squadra a un record complessivo di 54 vittorie e 28 sconfitte. Hanno battuto gli Houston Rockets nel primo round dei playoff NBA con un colpo da tre punti di Damian Lillard per avanzare al secondo round, ma non sono riusciti a superare i futuri campioni San Antonio Spurs, perdendo in cinque partite.
Nella terza stagione di Stotts, ha portato la squadra a un record complessivo di 51-31. Dopo aver subito alcuni infortuni chiave, sono caduti contro i Memphis Grizzlies nel primo turno dei playoff NBA per 4-1.
Nonostante abbia perso quattro dei suoi titolari, tra cui LaMarcus Aldridge, in pre-stagione, la quarta stagione di Stotts lo ha visto guidare i Trail Blazers al secondo turno, dopo aver sconfitto i Los Angeles Clippers al primo turno. Nel secondo turno, Portland ha giocato la testa di serie Golden State Warriors in una serie di cinque partite molto competitiva, ma alla fine ha perso 4-1. Il 16 maggio 2016, Stotts ha concordato un'estensione del contratto con i Trail Blazers.
Nella stagione 2018-19, Stotts ha portato i Trail Blazers a un record di 53-29 nella regular season e alla loro corsa ai playoff più profonda in quasi 20 anni. Portland ha sconfitto gli Oklahoma City Thunder 4–1 e Denver Nuggets 4–3 nei primi due turni, ma è stato travolto dai due volte campioni NBA in carica dei Golden State Warriors nelle Conference Finals.

## Statistiche

### Allenatore
| Stagione | Squadra             | Regular Season | Regular Season | Regular Season | Regular Season | Regular Season           | Post Season                                                |
| Stagione | Squadra             | V              | P              | % V            | G              | Posizione finale         | Post Season                                                |
| -------- | ------------------- | -------------- | -------------- | -------------- | -------------- | ------------------------ | ---------------------------------------------------------- |
| 2002-03  | Atlanta Hawks       | 24             | 31             | 43,6           | 55             | 5º in Central Division   | Manca i play-off                                           |
| 2003-04  | Atlanta Hawks       | 28             | 54             | 34,1           | 82             | 7º in Central Division   | Manca i play-off                                           |
| 2005-06  | Milwaukee Bucks     | 40             | 42             | 48,8           | 82             | 5º in Central Division   | Sconfitto al Primo Round dai Pistons (1-4)                 |
| 2006-07  | Milwaukee Bucks     | 23             | 41             | 35,9           | 64             | -                        | -                                                          |
| 2012-13  | Portland T. Blazers | 33             | 49             | 40,2           | 82             | 4º in Northwest Division | Manca i play-off                                           |
| 2013-14  | Portland T. Blazers | 54             | 28             | 65,9           | 82             | 2º in Northwest Division | Sconfitto alle Semifinali di Conference dai Spurs (1-4)    |
| 2014-15  | Portland T. Blazers | 51             | 31             | 62,2           | 82             | 1º in Northwest Division | Sconfitto al Primo Round dagli Grizzlies (1-4)             |
| 2015-16  | Portland T. Blazers | 44             | 38             | 53,7           | 82             | 2º in Northwest Division | Sconfitto alle Semifinali di Conference dai Warriors (1-4) |
| 2016-17  | Portland T. Blazers | 41             | 41             | 50,0           | 82             | 3º in Northwest Division | Sconfitto al Primo Round dagli Warriors (0-4)              |
| 2017-18  | Portland T. Blazers | 49             | 33             | 59,8           | 82             | 1º in Northwest Division | Sconfitto al Primo Round dagli Pelicans (0-4)              |
| 2018-19  | Portland T. Blazers | 53             | 29             | 64,6           | 82             | 2º in Northwest Division | Sconfitto alle Finali di Conference dai Warriors (0-4)     |
| 2019-20  | Portland T. Blazers | 35             | 39             | 47,3           | 74             | 4º in Northwest Division | Sconfitto al Primo Round dagli Lakers (1-4)                |
| 2020-21  | Portland T. Blazers | 42             | 30             | 58,3           | 72             | 3º in Northwest Division | Sconfitto al Primo Round dagli Nuggets (2-4)               |
|          | Carriera            | 517            | 486            | 51,5           | 1003           |                          |                                                            |

## Palmarès

### Giocatore
- CBA All-Defensive First Team (1983)